# Ricania protea
Ricania protea är en insektsart som beskrevs av William Lucas Distant 1909. Ricania protea ingår i släktet Ricania och familjen Ricaniidae. Inga underarter finns listade i Catalogue of Life.